# Brigadas Revolucionarias
Las Brigadas Revolucionarias (BR) fueron una organización terrorista portuguesa que actuó en Portugal entre 1970 y 1980.
Fundado en 1970 por un grupo de disidentes del Partido Comunista Portugués, las BR estaban dirigidas por Isabel do Carmo, Carlos Antunes y Pedro Goulart, quienes estaban descontentos con la narrativa pacifista del Partido Comunista. El primer atentado con bomba tuvo lugar el 7 de noviembre de 1971 contra las instalaciones de la OTAN en Fonte da Telha, Portugal.
A pesar del derrocamiento de la dictadura portuguesa en 1974, la BR no abandonaron la violencia armada. Las BR sintiéndose frustradas con el final del período revolucionario y con el inicio de la consolidación de la democracia y la preparación de la entrada de Portugal en la Comunidad Económica Europea (CEE) llevaron a cabo una serie de atentados y robos de bancos. Al mismo tiempo su brazo político, el Partido Revolucionário do Proletariado, realizó su actividad política apoyando a Otelo Saraiva de Carvalho en la candidatura a la presidencia en 1976, y luego promoviendo la creación de la Organización Unitaria de Trabajadores en cuyo primer Congreso en abril de 1978 participaron otros partidos políticos con vínculos terroristas, tales como: ETA (España), Autonomia Operaia (Italia), Frente Polisario (República Árabe Saharaui Democrática); y el Frente Popular para la Liberación de Omán.
El uso de violencia letal por parte de BR fue muy limitado. La mayoría de sus miembros provenientes del Partido Comunista, en particular Carlos Antunes e Isabel do Carmo, todavía estaban alineados con la narrativa de no matar dominante del Partido Comunista y preferían acciones espectaculares y mediáticas. Sin embargo, este no fue el caso de todos los miembros de BR que terminaron participando en la violencia letal y luego se unieron a las Fuerzas Populares 25 de Abril, una organización que perseguía la violencia letal como parte de su estrategia.
En 1978, el bombardeo de un tren de carga en Mauritania, que causó la muerte de ocho soldados, abrió una serie de discusiones internas y disputas dentro de la BR. El atentado fue reivindicado por Frente Polisario pero en verdad fue organizado por los Servicios Secretos argelinos y llevado a cabo por militantes de la BR. Esta fue la primera acción de BR intencionalmente destinada a causar muertes. Sin embargo, en ese momento la mayoría de los líderes de BR ya estaban en prisión por robos a bancos y negaron tener conocimiento de esta acción.
La BR terminó extinguiéndose en 1980, debido a disputas internas y al encarcelamiento de varios miembros, entre ellos los líderes Carlos Antunes e Isabel do Carmo, detenidos acusados de robos a bancos y atentados con bombas. Muchos de sus miembros liderados por Pedro Goulart terminaron integrándose a las Fuerzas Populares 25 de Abril, el grupo terrorista de extrema izquierda dirigido por Otelo Saraiva de Carvalho.